# Roman Padlewski (músic)
Roman Padlewski   (Moscou, 7 d'octubre de 1915 - Varsòvia, 16 d'agost de 1944) va ser un compositor, violinista, pianista, musicòleg i crític polonès.
Padlewski va estudiar violí amb Zdzislaw Jahnke de 1927 a 1939 al Conservatori de Poznan i composició amb Tadeusz Szeligowski i Stanislaw Wiechowicz. També va estudiar musicologia a la Universitat de Poznan de 1931 a 1935. De 1935 a 1937, també va assistir a l'Escola d'Oficials d'Artilleria on sortí amb el rang de cadet oficial. Fins a l'esclat de la guerra, va treballar a Poznan com a violinista, pianista i mestre de cor del Cor Karol Szymanowski i com a orador i autor d'emissions a les emissores de ràdio poloneses a Poznan i Vilnius, i va escriure a Courier Poznan, Tocza i Dziennik Poznaski. Va fer el seu debut com a compositor el 1933 amb un quartet de corda, i les seves obres van ser interpretades durant la Setmana de la Música Polonesa de 1938 a Poznan.
Després de l'esclat de la Segona Guerra Mundial, va lluitar sota el general Franciszek Kleeberg contra la invasió alemanya. El novembre de 1939 va anar a Varsòvia. Allà va organitzar i dirigir una orquestra a la fàbrica Philips i va fer concerts com a solista i músic de cambra. De 1941 a 1943 va ser membre del quartet de corda d'Eugenia Umisska (amb Kazimierz Wiskomirski i Henryk Trzonek), que va actuar amb Bolesaw Woytowicz al Salon Sztuki. També va ser actiu en l'associació de músics secrets i va continuar la seva formació com a compositor (amb Kazimierz Sikorski), direcció (amb Valery Bierdiayev) i orgue (amb Bronislaw Rutkowski) al Conservatori Subterrani de Varsòvia.
Va participar en l'Aixecament de Varsòvia el 1944 sota el comandament de Jan Mazurkiewicz (Radosaw). El 14 d'agost de 1944, va ser ferit mentre intentava neutralitzar un Goliat (una mina auto-propulsada controlada a distància). Dos dies més tard, va sucumbir a les seves ferides a l'hospital dels insurgents al nucli antic de Varsòvia. Per ordre del general Tadeusz Komorowski, va ser guardonat pòstumament amb la Creu del Mèrit i l'Orde de virtuti militari. Aleksandra Osadowska-Padlewska va fer una pel·lícula biogràfica sobre ell el 1995.

## Obres
- Trzy pieni per a veu i piano després de textos d'Artur Maria Swinarski (1933)
- Kwartet smyczkowy nr 1 (1933)
- Dwa preludia per a piano (1933)
- Trzy mazurki per a piano (1934)
- Orawskie i spiskie nuty per al cor mixt a cappella (c. 1937)
- Trio smyczkowe (c. 1937)
- Pytasz co w moim'yciu, cançó per a veu i piano després de Jan Lechoé (1938)
- Etiudy per a orquestra (1938)
- Stabat Mater per cor mixt a cappella (1939)
- Kwartet smyczkowy nr 2 (1940-42)
- Suita per a violí i piano (1941)
- Piesni do s'w Jerzego Lieberta per a soprano i orquestra (1942)
- Koncert skrzypcowy (1944)
- Kwartet smyczkowy nr 3 (1944)